# Silybum
Silybum é um género botânico pertencente à família Asteraceae.

## Nomes comuns
- Cardo leiteiro
- Cardo de hortelão
- Amor-de-hortelão
- Cardo branco
- Cardo de nossa senhora
- Cardo de santa maria
- Cardo estrelado
- Cardo mariano
- Espinheiro alvar

## Aplicações medicinais
Vastamente utilizado no tratamento da cirrose do fígado, seja ela causada por alcoolismo ou em conseqüência da hepatite (vírus).
1. ↑  «Silybum — World Flora Online». www.worldfloraonline.org. Consultado em 19 de agosto de 2020